# Liste der Stolpersteine in Osterode am Harz

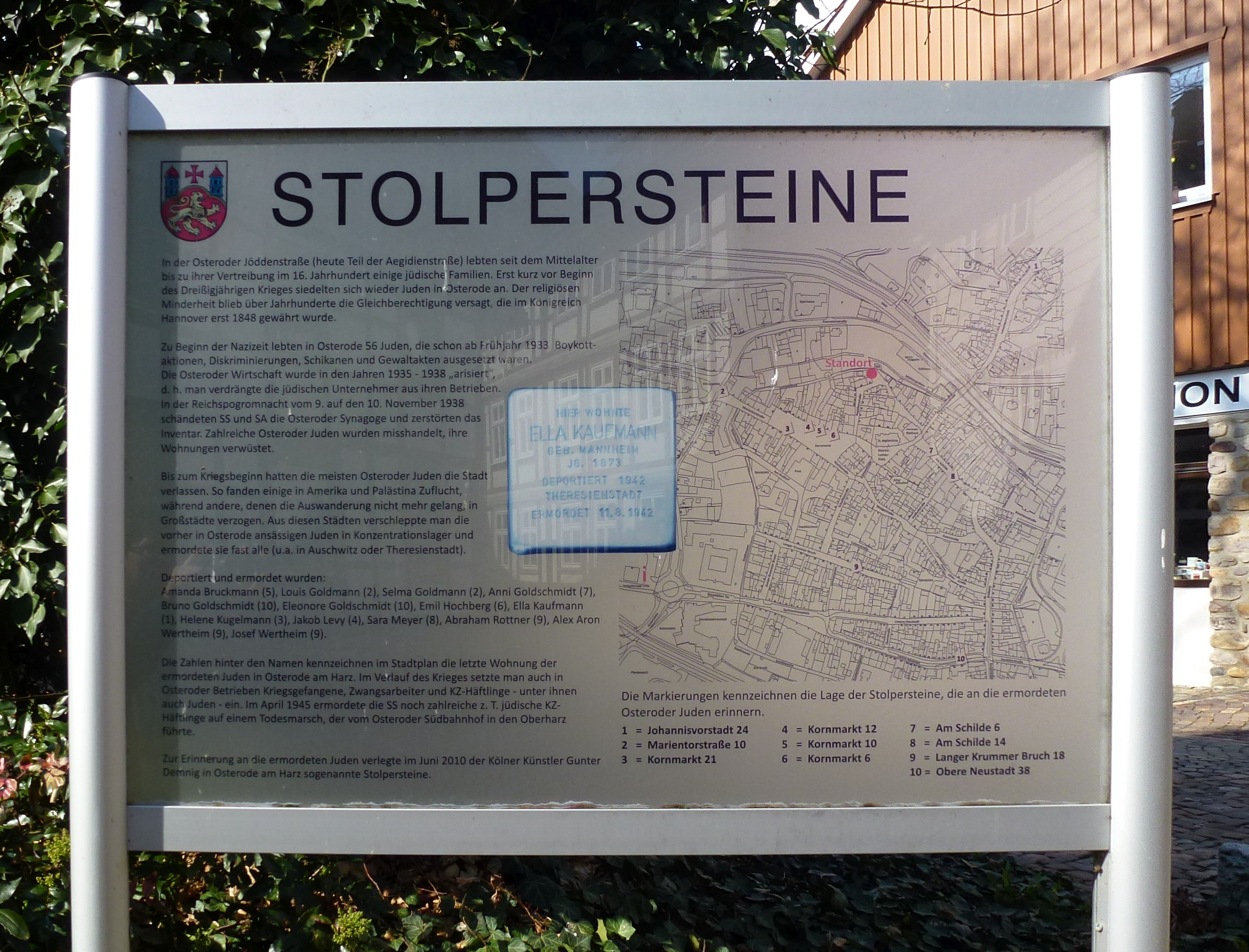
Informationstafel zur Lage der Stolpersteine in Osterode am Harz

Die Liste der Stolpersteine in Osterode am Harz enthält alle Stolpersteine, die im Rahmen des gleichnamigen Kunst-Projekts von Gunter Demnig in Osterode am Harz verlegt wurden. Am 28. Juni 2010 wurden 14 Steine an zehn Adressen verlegt.
Auf dem Vorplatz der Touristinformation in der Aegidienstraße befindet sich eine Informationstafel, die an die jüdische Geschichte der Stadt erinnert und über die Lage der Stolpersteine in der Stadt informiert.

## Liste der Stolpersteine
| Bild                 | Inschrift | Adresse                   | Datum der Verlegung | Person |
| -------------------- | --- | ------------------------- | ------------------- | --- |
| Ella Kaufmann        | Hier wohnte Ella Kaufmann geb. Mannheim Jg. 1873 deportiert 1942 Theresienstadt ermordet 11.8.1942                              | Johannisvorstadt 24 ·     | 28. Juni 2010       | Ella Kaufmann (1873–1942) wurde am 30. Januar 1873 in Eldagsen als Ella Mannheim geboren. Sie wohnte in Osterode am Harz und in Oldenburg. Am 23. Juli 1942 wurde sie ab Hannover nach Theresienstadt deportiert und dort im Ghetto am 11. August 1942 ermordet. Sie war die Witwe des am 11. Mai 1923 verstorbenen Isaak Kaufmann und zog 1942 innerhalb der Stadt von der Brauhausstraße 10 in die Johannisvorstadt 24. |
| Louis Goldmann       | Hier wohnte Louis Goldmann Jg. 1877 deportiert 1942 ermordet in Treblinka                                                       | Marientorstraße 10 ·      | 28. Juni 2010       | Louis Goldmann (1877–?) wurde am 4. Januar 1877 in Hameln geboren und lebte in Osterode am Harz und in Wuppertal. Am 21. Juli 1942 wurde er ab Düsseldorf nach Theresienstadt ins Ghetto deportiert und am 21. September 1942 nach Treblinka ins Vernichtungslager, wo er ermordet wurde. 1902 zog Louis Goldmann von Hameln nach Osterode am Harz und betrieb im Eckhaus Marientorstraße 10 ein Schuhgeschäft. Louis Goldmann war mit Selma Goldmann verheiratet. Sie lebten ab 27. Juni 1939 in Wuppertal. |
| Selma Goldmann       | Hier wohnte Selma Goldmann geb. Bremer Jg. 1871 deportiert 1942 ermordet in Treblinka                                           | Marientorstraße 10 ·      | 28. Juni 2010       | Selma Goldmann (1871–1942) wurde am 12. Oktober 1871 als Selma Bremer in Seesen geboren und lebte in Osterode am Harz und in Wuppertal. Am 21. Juli 1942 wurde sie ab Düsseldorf nach Theresienstadt ins Ghetto deportiert und am 21. September 1942 nach Treblinka ins Vernichtungslager, wo man sie ermordete. Selma Goldmann war seit 1904 mit Louis Goldmann verheiratet und betrieben in der Marientorstraße 10 ein Schuhgeschäft. Sie lebten ab 27. Juni 1939 in Wuppertal. Für Selma Goldmann wurde am 9. März 2012 in Seesen ebenfalls ein Stolperstein verlegt, der den 21. September 1942 als Todestag ausweist. Siehe Liste der Stolpersteine in Seesen.                                                                              |
| Helene Kugelmann     | Hier wohnte Helene Kugelmann Jg. 1888 deportiert 1942 Ghetto Warschau ermordet in Auschwitz                                     | Kornmarkt 21 ·            | 28. Juni 2010       | Helene Kugelmann (1888–?) wurde am 16. Juni 1888 in Osterode am Harz geboren und lebte zuletzt in Hildesheim. Vom 26./27. März 1942 bis 31. März 1942 war sie im Sammellager in Hannover-Ahlem inhaftiert und wurde am 31. März 1942 ab Gelsenkirchen ins Ghetto Warschau deportiert. Am 4. Juni 1936 zog die unverheiratete Haushälterin Helene Kugelmann von Osterode nach Hildesheim. |
| Jakob Levy           | Hier wohnte Jakob Levy Jg. 1864 deportiert 1940 Gurs ermordet 31.10.1940 im Lager                                               | Kornmarkt 12 ·            | 28. Juni 2010       | Jakob Levy (1864–1940) wurde am 31. März 1864 in Essingen geboren und lebte in Osterode am Harz. Am 22. Oktober 1940 wurde er ab Baden-Pfalz-Saarland nach Gurs ins Internierungslager deportiert, wo er am 31. Oktober 1940 ermordet wurde. Jakob Levy war mit Franziska Levy, geb. Hochberg, verheiratet und zog am 1. September 1927 von Grünstadt nach Osterode am Harz, Kornmarkt 12. Am 7. März 1939 zog er in die Untere Neustadt 16 um und kurz darauf nach Karlsruhe. |
| Amanda Bruckmann     | Hier wohnte Amanda Bruckmann Jg. 1883 deportiert 1942 Theresienstadt ermordet 1944 in Auschwitz                                 | Kornmarkt 10 ·            | 28. Juni 2010       | Amanda Bruckmann (1883–1944) wurde am 15. Oktober 1883 in Krefeld als Amanda Bruckmann geboren und lebte in Wuppertal und Dortmund. Am 29. Juli 1942 wurde sie ab Dortmund ins Ghetto Theresienstadt deportiert und von dort am 15. Mai 1944 nach Auschwitz ins Vernichtungslager, wo man sie ermordete. Amanda Bruckmann war am 22. Oktober 1926 von Hildesheim nach Osterode am Harz gezogen und arbeitete dort im Bekleidungshaus Heilbrunn. 1935 zog sie nach Wuppertal-Elberfeld und heiratete dort, sodass sie dann den Namen Rosenthal trug. |
| Emil Hochberg        | Hier wohnte Emil Hochberg Jg. 1874 deportiert 1943 Auschwitz ermordet 26.8.1943                                                 | Kornmarkt 6 ·             | 28. Juni 2010       | Emil Hochberg (1874–1943) wurde am 10. September 1874 in Osterode am Harz geboren und lebte Dresden. 1943 wurde er nach Auschwitz ins Vernichtungslager deportiert, wo er am 26. August 1943 ermordet wurde. Emil Hochberg war mit der nichtjüdischen Marta Hochberg, geb. Wetzig, verheiratet und zog 1908 von Berlin nach Osterode am Harz. Hier betrieb er erst Am Schilde 15 und ab 1915 am Kornmarkt 6 ein Bekleidungsgeschäft. Im September 1935 zog er mit seiner Frau nach Dresden. Weil er angeblich seinen Judenstern verdeckt hatte, wurde er von der Gestapo verhaftet und dann deportiert. |
| Anni Goldschmidt     | Hier wohnte Anni Goldschmidt Jg. 1917 deportiert 1942 Ghetto Warschau ???                                                       | Am Schilde 6 ·            | 28. Juni 2010       | Anni Goldschmidt (1917–?) wurde am 28. Januar 1917 in Stolzenau geboren und lebte in Stolzenau, Detmold und Hannover. Am 31. März 1942 wurde sie ins Warschauer Ghetto deportiert. Ihr Verbleib ist unbekannt. Am 22. Mai 1933 zog Anni Goldschmidt von Stolzenau nach Osterode am Harz und lebte dort in der Schildstr. 6 (heute Am Schilde 6) bis zum 31. August 1935, als sie wieder zurück nach Stolzenau ging. Nach ihrer Deportation kam sie im Holocaust um und wurde später für tot erklärt. In ihrer Geburtsstadt Stolzenau wurde ebenfalls ein Stolperstein für Anni Goldschmidt verlegt. |
| Sara Meyer           | Hier wohnte Sara Meyer Jg. 1880 deportiert 1941 Minsk ???                                                                       | Am Schilde 14 ·           | 28. Juni 2010       | Sara Meyer (1880–?) wurde am 1. März 1880 in Leer geboren und lebte in Osterode am Harz und Düsseldorf. Am 10. November 1941 wurde sie ab Düsseldorf ins Ghetto Minsk deportiert. Ihr Verbleib ist unbekannt. Sara Meyer lebte in Osterode am Harz in der Schildstr. 14 (heute Am Schilde 14) und zog am 16. Oktober 1939 nach Düsseldorf. |
| Abraham Rottner      | Hier wohnte Abraham Rottner Jg. 1896 ausgewiesen 1939 Polen ermordet in Auschwitz                                               | Langer Krummer Bruch 18 · | 28. Juni 2010       | Abraham Rottner (1896–?) wurde am 5. April 1894 in Sosnowiec geboren und wohnte in Osterode am Harz. Am 13. Juni 1939 schob man ihn nach Polen ab. 1943 wurde er nach Auschwitz ins Vernichtungslager deportiert und dort ermordet. Am 10. Juni 1926 zog Abraham Rotner von Freiheit nach Osterode am Harz und betrieb dort zeitweise ein Einzelhandelsgeschäft. Durch den Hauptwachtmeister Speichert der Ausländerpolizei Osterode am Harz wurde er nach Brotschen gebracht und von dort nach Polen abgeschoben. |
| Josef Wertheim       | Hier wohnte Josef Wertheim Jg. 1895 deportiert 1942 ermordet in Treblinka                                                       | Langer Krummer Bruch 18 · | 28. Juni 2010       | Josef Wertheim (1895–?) wurde am 2. Januar 1895 in Lampertheim geboren und war zuletzt in Ingelheim am Rhein wohnhaft. Am 30. September 1942 wurde er ab Darmstadt vermutlich nach Treblinka deportiert und später für tot erklärt. Josef Wertheim war der Sohn von Alex Aaron und Bertha Wertheim, mit denen er zusammen am 1. Oktober 1907 von Leer nach Osterode am Harz zog. Ab 18. März 1933 lebte er in Ober-Ingelheim. |
| Alex Aron Wertheim   | Hier wohnte Alex Aron Wertheim Jg. 1862 deportiert 1942 Theresienstadt ermordet 17.7.1942                                       | Langer Krummer Bruch 18 · | 28. Juni 2010       | Alex Aron Wertheim (1862–1942) wurde am 8. November 1862 in Allendorf geboren und lebte in Köln. Von dort wurde er am 15. Juni 1942 ins Ghetto Theresienstadt deportiert, wo man ihn am 17. Juli 1942 ermordete. Alex Aaron Wertheim war mit Berta Wertheim verheiratet, mit der er einen Sohn Josef Wertheim hatte. Zusammen zogen sie am 1. Oktober 1907 von Leer nach Osterode am Harz. Alex Aaron Wertheim war Lehrer und unterrichtete an der jüdischen Schule im Vordergebäude der Synagoge, Langer Krummer Bruch 18, in dem sich auch die Lehrerwohnung befand. Nach der Reichspogromnacht vom 9. auf den 10. November 1938, bei der die Synagoge und die Lehrerwohnung verwüstet wurden, zog die Familie am 19. Dezember 1938 nach Köln. |
| Bruno Goldschmidt    | Hier wohnte Bruno Goldschmidt Jg. 1890 Flucht 1935 Frankreich interniert Compiegne deportiert 1942 Auschwitz ermordet 18.4.1942 | Obere Neustadt 38 ·       | 28. Juni 2010       | Bruno Goldschmidt (1890–1942) wurde am 2. November 1890 in Nürnberg geboren und lebte in Osterode am Harz. Am 6. Februar 1935 emigrierte er nach Frankreich und wurde am 27. März 1942 ab Compiègne ins Vernichtungslager Auschwitz deportiert, wo er am 18. April 1942 ermordet wurde. Bruno Goldschmidt war Kaufmann und mit Rose Goldschmidt verheiratet. Die Familie zog zusammen mit der Tochter Eleonore Goldschmidt am 15. Juli 1927 von Nürnberg nach Osterode am Harz. Allein flüchtete er am 6. Februar 1935 nach Paris. |
| Eleonore Goldschmidt | Hier wohnte Eleonore Goldschmidt Jg. 1924 Flucht 1936 Frankreich interniert Drancy deportiert 1942 ermordet in Auschwitz        | Obere Neustadt 38 ·       | 28. Juni 2010       | Eleonore Goldschmidt (1924–?) wurde am 7. November 1924 in Nürnberg geboren und lebte dort auch zuletzt. Am 7. August 1936 emigrierte sie nach Frankreich und war dann bis zum 29. Juli 1942 im Sammellager Drancy inhaftiert. Von dort wurde sie ins Vernichtungslager Auschwitz deportiert und ermordet. Eleonore Goldschmidt war die Tochter von Bruno und Rose Goldschmidt, sie kam mit ihnen zusammen 1927 von Nürnberg nach Osterode am Harz. Am 27. März 1935 verzog sie nach Nürnberg und emigrierte von dort am 7. August 1936 nach Paris. |